# Spazio pseudometrico
In matematica, e più precisamente in topologia, uno spazio pseudometrico è una generalizzazione dello spazio metrico, in cui due punti distinti possono avere distanza zero.
Esempi di spazi pseudometrici sono costruiti a partire da una seminorma su uno spazio vettoriale. 

## Definizione
Uno spazio pseudometrico {\displaystyle (X,d)} è un insieme {\displaystyle X} dotato di una funzione 
{\displaystyle d:X\times X\longrightarrow \mathbb {R} _{\geq 0}}
chiamata pseudometrica, che soddisfa le proprietà seguenti per ogni {\displaystyle x,y,z} in {\displaystyle X}:
1. {\displaystyle \,\!d(x,x)=0}.
2. {\displaystyle \,\!d(x,y)=d(y,x)} (simmetria)
3. {\displaystyle \,\!d(x,z)\leq d(x,y)+d(y,z)} (disuguaglianza triangolare)

Differentemente da uno spazio metrico, qui non è richiesto che {\displaystyle d(x,y)} sia diverso da zero per ogni coppia di punti distinti {\displaystyle x} e {\displaystyle y}.

## Esempi
Vi sono molti esempi di pseudometriche in analisi funzionale. Una seminorma {\displaystyle ||} su uno spazio vettoriale induce sempre una pseudometrica nel modo seguente
{\displaystyle d(v,w)=|v-w|.}
Ad esempio, lo spazio Lp delle funzioni misurabili su un aperto è dotato di una seminorma, e quindi di una pseudometrica.

## Quoziente
Ogni spazio pseudometrico può essere quozientato canonicamente ad uno spazio metrico, nel modo seguente.
Due punti dello spazio pseudometrico {\displaystyle X} sono equivalenti se hanno distanza zero. Questa relazione è effettivamente una relazione di equivalenza, e lo spazio quoziente da essa definito è uno spazio metrico, poiché la distanza
{\displaystyle d^{*}([x],[y])=d(x,y)}
risulta ancora ben definita anche al quoziente.